# معفدت (المهرة)

تعديل مصدري - تعديل

معفدت هي إحدى قرى مديرية حات التابعة لمحافظة المهرة، بلغ تعداد سكانها 47 نسمة حسب تعداد اليمن لعام 2004.